# CheckInstall
CheckInstall — компьютерная программа для Unix-подобных операционных систем, созданная с целью облегчить установку и удаление программного обеспечения, скомпилированного из исходных кодов, используя при этом родную для дистрибутива систему управления пакетами. После компиляции программного обеспечения checkinstall может автоматически сгенерировать Slackware-, RPM- или Debian-совместимый пакет, который впоследствии может быть полностью удалён через соответствующий менеджер пакетов. Эта возможность является предпочтительной при установке любых пакетов.